# 丧尸不要停
《丧尸不要停》（法語：Coupez !），是2022年上映的法国丧尸喜剧片，翻拍自2017年日本电影《一屍到底》。影片由米歇尔·哈札纳维西斯导演、羅曼·杜里斯和贝热尼丝·贝乔主演。影片讲述一组摄制组想拍摄模仿原版电影的作品。竹原芳子在片中再度扮演制片人。
影片于2022年5月17日作为第75屆坎城影展开幕片首映，同时在法国公映。

## 阵容
- 羅曼·杜里斯 饰 雷米（Rémi）
- 贝热尼丝·贝乔 饰 纳迪亚（Nadia）
- 格雷戈里·加德布瓦（英语：Grégory Gadebois） 饰 菲利普（Philippe）
- 芬尼根·奥德菲尔德（英语：Finnegan Oldfield） 饰 拉斐尔（Raphaël）
- 瑪蒂爾達·魯茨 饰 爱娃（Ava）
- 塞巴斯蒂安·沙萨涅（Sébastien Chassagne）饰 阿梅尔（Armel）
- 拉斐尔·奎纳德（Raphaël Quenard）饰 乔纳森（Jonathan）
- 莱斯·萨勒姆（英语：Lyes Salem） 饰 穆尼尔（Mounir）
- 西蒙娜·哈札纳维西斯（Simone Hazanavicius）饰 罗密（Romy）
- 阿涅丝·赫斯特（Agnès Hurstel）饰 劳拉（Laura）
- 查理·杜邦（英语：Charlie Dupont） 饰 弗雷多（Fredo）
- 卢安娜·巴拉米（英语：Luàna Bajrami） 饰 约翰娜（Johanna）
- 莱卡·哈札纳维西斯（Raïka Hazanavicius）饰 马农（Manon）
- 让-帕斯卡尔·扎迪（Jean-Pascal Zadi）饰 菲斯（Faith）
- 竹原芳子 饰 松田

## 制作
2021年4月19日，影片在巴黎开拍。

## 发行
影片于2022年5月17日在第75屆坎城影展作为开幕片全球首映，同日在法国公映。2022年2月俄罗斯入侵乌克兰后，乌克兰学院敦促电影节主办方及导演哈札纳维西斯修改法文片名，理由是Z字母是支持俄罗斯入侵的标志。然而导演表示修改已经来不及了，但会确保电影节期间使用国际版片名《Final Cut》。到了2022年4月25日，法文片名正式修改为。